# Ибрагимов, Шамиль Шамильевич
Шами́ль Шами́льевич Ибраги́мов (баш. Ибраһимов Шамил Шамил улы; 15 июля 1922, пгт Чишмы Уфимского кантона БАССР (Чишминский район Республики Башкортостан) — 20 апреля 1993, Уфа) — хоровой дирижёр, композитор, заслуженный деятель искусств БАССР (1972), член Союза композиторов Республики Башкортостан (1958). Участник Великой Отечественной войны.

## Биография
Известный башкирский композитор, хоровой дирижер и педагог Шамиль Шамильевич Ибрагимов родился 15 июля 1922 года в поселке Чишмы Уфимского кантона БАССР, ныне это райцентр Чишминского района Республики Башкортостан.
Музыкальное дарование проявилось у него очень рано. 1941 году он окончил композиторское отделение Башкирской студии Московской консерватории им. П.И.Чайковского. Учился он в классе выдающегося музыканта Генриха Ильича Литинского. Шамиль Ибрагимов участвует в Великой Отечественной войне. После войны он продолжил свое музыкальное образование. 
В 1952 году окончил факультет хорового дирижирования Московской государственной консерватории имени П. И. Чайковского и начал работать в Уфе.
В Уфе руководил двумя профессиональными башкирскими хорами – Республиканского радиокомитета и Башкирской государственной филармонии, одновременно преподавал и руководил хоровым классом в Уфимском музыкальном училище.
В 1958 году Шамиль Ибрагимов встал в ряды Союза композиторов.
В 1972 году Шамилю Ибрагимову было присвоено звание «Заслуженный деятель искусств Башкирской АССР».
Скончался композитор 20 апреля 1993 года на 71-м году жизни.
Возглавляемые им хоровые коллективы с большим успехом выступили на Декаде башкирской литературы и искусства в Москве в 1955 году. Основываясь на достижениях своих предшественников и народных музыкальных традициях, Шамиль Ибрагимов поднял башкирскую профессиональную хоровую музыку на новый, более высокий уровень развития. Для достижений он основывался на народные музыкальные традиции и дочтижения предшественников. Именно он стал автором многих классических башкирских хоровых произведений. Его произведения вошли в репертуар самодеятельных и профессиональных хоровых коллективов. 

## Память
В 1994 году учреждён Открытый республиканский конкурс хоровых дирижёров имени Шамиля Ибрагимова.